# Henry Havard
Henry Havard (Charolles, 5 september 1838 – Parijs, 31 oktober 1921) was een Frans kunsthistoricus en schrijver.

## Biografie
Havard kwam uit Bourgondië. Zijn vader was Joseph-Louis Havard. In 1844 verhuisde de familie Havard naar Parijs. In 1871 was Henry Havard als commandant van de Nationale Garde betrokken bij de Commune van Parijs. Na het neerslaan van deze volksopstand werd Havard vermoedelijk ter dood veroordeeld en vluchtte hij naar Nederland.
In Nederland begon Havard te schrijven over kunst en de reizen die hij maakte. In de zomer van 1871 bracht hij de zomer met Claude Monet door in Zaandam. Daarna maakte hij verschillende reizen door Nederland, waar hij meerdere boeken over schreef. Het beroemdst was La Hollande pittoresque. Voyage aux villes mortes du Zuiderzée. In dat boek maakte Havard een reis over de Zuiderzee met de Groninger tjalk Res Nova van Pouwel Slurink en bezocht hij de dorpen en steden langs de kust.
In 1877 keerde Havard terug naar Frankrijk. Daarna maakte hij snel carrière als inspecteur des Beaux-Arts. Zijn leven lang bleef hij over Nederlandse kunst schrijven. Hij schreef onder meer een standaardwerk over het Delfts blauw: Histoire de la faïence de Delft. In 1921 overleed Havard in Parijs.
Zijn werken hangen thans in het Stedelijk Museum Zutphen en het Nederlands Openluchtmuseum.

## Privéleven
Havard was getrouwd met Élisabeth Hack.

## Prijzen en onderscheidingen
Havard was Commandeur in de Orde van Oranje-Nassau, Ridder in het Legioen van Eer en Officier in het Legioen van Eer.